# وعاء فولطا
وعاء فولطا هو وعاء يوضع فيه سلكين من الرصاص متصلين بسلكين من النحاس و يتم وصلهما بالكهرباء أو البطارية و يوضع في الوعاء محلول حمضي مثل الماء و حمض الكبريت أو الماء و حمض كلور الماء أو الماء و اليمون أو الماء و ملح اليمون و ممكن الماء و الملح و يقوم السلكين بتحليل الماء إلى ذرتي هيدروجين وأكسجين.